# Kertész András (kommunikációs tanácsadó)
Kertész András (Budapest, 1977. november 27. –) magyar vezetői és kommunikációs tanácsadó, business coach, kultúrdiplomáciával foglalkozó szakember, operaénekes. 2012-től tanácsadó cégét vezeti, felsővezetői tanácsadó, coach. 2007-2012 között a világ egyik legnagyobb ügyvédi cégében, a londoni székhelyű Clifford Chance budapesti irodájában vezetői tanácsadó és megbízott üzletfejlesztési igazgató. 2005 és 2018 között a Magyar Zeneművészeti Alapítvány társelnöke és igazgatója. 2010 és 2012 között az Amerikai Kereskedelmi és Iparkamara (AmCham) Átláthatósági és Antikorrupciós Bizottságának tanácsadója. 1998 és 2012 között operaénekesként is dolgozott, közel ezer fellépése volt Magyarországon és külföldön.

## Élete
Régi református család sarja. A család a nemesi címet I. Apafi Mihály erdélyi fejedelemtől kapta. Makfalvi tisztelendő Vas Ferencz 1677-ben emelkedett nemesi rangra mint református lelkész, aki a nemesi okirat szerint munkásságát Jézus nyájának legeltetésében, lelkének legnagyobb erejével, akaratának kitartásával, Istentől kapott hivatásának megfelelően végezte.
Apja Kertész Tamás (1949-2006), nagykanizsai születési operaénekes, énekmester, a Magyar Állami Operaház tagja (1974-1981), a debreceni Csokonai Színház címzetes örökös tagja, anyja Fejér Katalin (1943-2021) külkereskedelmi szakember. Apai nagyszülei Dr. Kertész Gyula (1919-2009) jogász, énekművész, a Magyar Állami Operaház tagja és Orosz Éva (1925-2004) asszony voltak. Anyai nagyszülei Dr. Fejér Barnabás (1922-1978), jogász, a Danubius Hotels cégcsoport jogi igazgatója és Nagy Julianna (1925-2008) asszony voltak. Anyai dédapja, Dr. Nagy Géza (1887-1971) református lelkész, teológiai egyetemi tanár, egyházi író, történész, a bázeli egyetem díszdoktora.

### Pályafutása
Budapesti egyetemi tanulmányai után független operaénekesként és kulturális menedzserként dolgozott, valamint magánéneket tanított a Szent István Zeneművészeti Szakgimnáziumban. 2001-ben Sidney Leon-ösztöndíjas Londonban, 2006-ban elnyerte a Magyar Állam Fischer Annie zenei előadóművészeti ösztöndíját. 1998 és 2012 között a klasszikus dalirodalom és az operairodalom többszáz jelentős művét énekelte el. Olyan mesterekkel dolgozott együtt többek között, mint Kurtág György, Aldo Danieli, Kincses Veronika, Oberfrank Géza vagy Polgár László. 2007-től 2011-ig a Miskolci Nemzeti Színház operaénekese. Szerepei között találhatjuk Rossini A sevillai borbély (Bartolo), Johann Strauss A denevér (Falke), Wolfgang Amadeus Mozart Cosi Fan Tutte (Guglielmo).
2005-2018 között a Magyar Zeneművészeti Alapítvány társelnöke és igazgatója. Vezetése alatt az alapítvány sokezer fiatal muzsikus pályakezdését segítette itthon és külföldön, valamint létrehozta az akkor Magyarország harmadik legnagyobb komolyzenei hír- és információs internetes portálját.
2007-2012 között a a világ egyik legnagyobb ügyvédi cégében, az 1802-ben Londonban alapított Clifford Chance budapesti irodájában vezetői tanácsadó és megbízott üzletfejlesztési igazgató. Feladatai közé tartozott többek között az employer brand és az üzleti stratégia fejlesztése; a teljeskörű kommunikációs és marketingtevékenység irányítása és felügyelete; a partnerek és felsővezetők üzletfejlesztési tevékenységének támogatása; brandépítés; kapcsolatok kiépítése és fejlesztése nagyvállalatokkal, kereskedelmi kamarákkal, kormányzati szereplőkkel; a CSR stratégia meghatározása és a releváns projektek vezetése; belső kommunikációs projektek definiálása; a pozitív és elfogadó vállalati kultúra kialakítása; L&D projekteken keresztül elősegíteni a felhatalmazó vállalati kultúra kialakítását.
2010 és 2012 között tanácsadóként az Amerikai Kereskedelmi és Iparkamarának az Átláthatósági és Antikorrupciós Bizottságában dolgozott. Magyarország első vállalati antikkorrupciós konferenciájának egyik kezdeményezője és szervezője. Munkájával elősegítette az üzleti- és kormányzati szektor együttműködését és részt vett a szabályozási javaslatok és "White paper"-ek megalkotásában.
2012-től tanácsadó cégében felsővezetői tanácsadóként és coachként dolgozik, leginkább vezetőfejlesztés és szervezeti kommunikációs projektekben. Együttműködő partnereivel közösen kínál multinacionális nagyvállalatok számára vezetői tanácsadás és L&D szolgáltatásokat. Ügyfelei között olyan cégek találhatóak, mint a TESCO, HP, KPMG, BP, EATON, Clifford Chance, Raiffeisen, ERSTE, Heineken, Generali. Az általa kidolgozott személyeskommunikáció-fejlesztés módszertanával nagyvállalati vezetők és közszereplők kommunikációját segíti.
2022-től a Kertesz Communications Consulting vezetőjeként dolgozik, amely teljeskörű integrált szolgáltatást nyújt a vállalati kommunikáció és a szervezeti kommunikáció terén, stratégiai tanácsadással, online és offline marketing- és PR megoldásokkal segítve a KCC ügyfeleit.

### Társadalmi felelősségvállalása
1996-tól diák- és hallgatói önkormányzatok vezetésében, majd később társadalmi szervezetek munkájában és irányításában vesz részt. Városi hatókörű és országos szervezetekben diák-, és hallgatói önkormányzat-vezetőként az EU Diákjogi Charta jogharmonizációs folyamatait segíti, később a “bolognai folyamat” irányelveinek a zeneművészeti felsőoktatásban tervezett bevezetésén dolgozik.
2005 és 2018 között a Magyar Zeneművészeti Alapítvány társelnökeként segíti a magyar fiatal muzsikusok érvényesülését itthon és külföldön.
2018-tól APAIDŐ néven a modern apaság szellemiségét igyekszik széles körben megismertetni Magyarországon. Írásaival a Facebookon több mint százezer emberhez jut el. 2019-ben TED Talk előadást tart a modern apaságról, majd 2022-ben elindítja az APAIDŐ Podcast csatornáját, ahol a modern szülőség és a munka-magánélet egyensúly kérdéseiről beszélget meghívott vendégeivel, szakemberekkel és cégvezetőkkel.

### Tagságok
A Magyar ENSZ Társaság tagja

## Családja
Házas (2016), felesége Szilágyi Zsuzsa - andragógus. Mozaikcsaládban él, egy fiúgyermek édesapja (2017), feleségének lányai: Dóra és Adél